# Calvarius
Calvarius ("utrpení") byl rod menšího ornitopodního býložravého dinosaura, který žil v období nejpozdnější svrchní křídy (před 66,1 až 66,0 milionu let) na území dnešního severovýchodního Španělska (oblast Katalánska). Z této oblasti je známo již několik dalších ornitopodních dinosaurů stejného geologického stáří.

## Popis
Typový druh Calvarius rapidus byl formálně popsán v červnu roku 2023 dvojicí španělských paleontologů, zejména odborníkem na ornitopody Albertem Prieto-Márquezem a Albertem Sellésem. Fosilie v podobě jediného čtvrtého metatarzálu (katalogové označení MCD-8734) byly objeveny roku 2019 v sedimentech souvrství Talarn (geologická skupina Tremp) v lokalitě Serrat del Calvari (odtud rodové jméno Calvarius, které však odkazuje také k blízkosti hranice křídy a paleogénu). Druhové jméno rapidus znamená "rychlý" a poukazuje na pravděpodobnou schopnost rychlého běhu u tohoto ornitopoda.

## Systematické zařazení
Jednalo se pravděpodobně o menšího zástupce kladu (vývojové skupiny) Styracosterna, tedy o zástupce poměrně početných a rozšířených ornitopodních dinosaurů. Vzhledem ke skromnému a fragmentárnímu fosilnímu materiálu však není možné systematické zařazení rodu Calvarius blíže specifikovat.

## Paleoekologie
Sedimentologický výzkum lokality Pallars Jussà i okolních lokalit ukázal, že v době existence tohoto dinosaura se jednalo o systém ostrovů, které tito dinosauři obývali. Calvarius mohl vzhledem ke specifické stavbě svých končetin představovat jakousi rychle běhající ekologickou obdobu menších a mnohem starších ptakopánvých dinosaurů, jako byly rody Hypsilophodon nebo Dysalotosaurus. V sedimentech souvrství Talarn byly objeveny také fosilie troodontida druhu Tamarro insperatus.